# Maki Tabata
Maki Tabata, född den 9 november 1974 i Mukawa, Hokkaido, Japan, är en japansk skridskoåkare.
Hon tog OS-silver i damernas lagtempo i samband med de olympiska skridskotävlingarna 2010 i Vancouver.